# Videos in the Raw
Videos in the Raw, pubblicato nel 1988, è il secondo video della band heavy metal W.A.S.P.. Fu pubblicato in VHS.

## Contenuti
1. I wanna be somebody 03:47
2. L.O.V.E. machine 04:36
3. Hellion (live) 04:35
4. Blind in Texas 04:06
5. Wild child 04:06
6. I don't need no doctor 03:26
7. Scream until you like it 03:30
8. The manimal 05:00
9. D.B. Blues 01:30